# Biñan
Biñán (phiên âm: "Bi-nhan") là một đô thị ở tỉnh Laguna, Philippines. Theo điều tra dân số năm 2007 của Philipin, đô thị này có dân số 262.735.

## Các đơn vị hành chính
Biñan được chia ra 24 barangay.
- Biñan
- Bungahan
- Santo Tomas (Calabuso)
- Canlalay
- Casile
- De La Paz
- Ganado
- San Francisco (Halang)
- Langkiwa
- Loma
- Malaban
- Malamig
- Mamplasan
- Platero
- Poblacion (Town Proper)
- Santo Niño (San Anton)
- San Antonio
- San Jose
- San Vicente
- Soro-Soro
- Santo Domingo
- Santo Tomas
- Timbao
- Tubigan
- Zapote